# الدين في كوريا الجنوبية
الدين في كوريا الجنوبية (إحصاء 2005)[وثِّق الاقتباس]
تُظهر الإحصائيات أن غالبية الكوريين الجنوبيين لا يتبعون أي ديانة. أما بالنسبة لمن ينتمون إلى ديانة معينة، فإن البوذية والمسيحية (البروتستانتية والكاثوليكية) هما الديانتان السائدتان. وفقًا لاستطلاع الرأي العام في الرأي العام الذي أجرته كوريا ريسيرش عام 2024، فإن 51% من السكان لا يعتنقون أي دين، بينما يعتنق 31% المسيحية (20% بروتستانتية و11% كاثوليكية)، و17% يعتنقون البوذية، في حين ينتمي 2% إلى ديانات أخرى.
كانت البوذية ذات تأثير كبير في العصور القديمة، بينما أثرت المسيحية على شرائح واسعة من السكان في القرنين الثامن عشر والتاسع عشر. ومع ذلك، لم يزد عدد أتباعهما بشكل ملحوظ إلا في منتصف القرن العشرين، كجزء من التحولات العميقة التي شهدها المجتمع الكوري الجنوبي خلال القرن الماضي. ومنذ عام 2000، بدأ كل من البوذية والمسيحية في التراجع. في المقابل، لا تزال الديانات الشامانية المحلية (مثل الشامانية الكورية) تحظى بشعبية وقد تمثل جزءًا كبيرًا من غير المنتسبين لأي دين. في الواقع، وفقًا لاستطلاع أجري عام 2012، صرح 15% فقط من السكان بأنهم غير متدينين بالمعنى الحرفي لـ"الإلحاد". ووفقًا لتعداد عام 2015، فإن نسبة غير المنتمين لأي دين أعلى بين الشباب، حيث تبلغ حوالي 64.9% بين الأشخاص في العشرينيات من عمرهم.
مع مطلع القرن العشرين، كان للمسيحية وجود متجذر في كوريا، في حين أن معظم السكان ظلوا يمارسون الشامانية الكورية، وهي الدين المحلي السائد. ومع ذلك، لم تحظَ الشامانية الكورية بمكانة دينية وطنية تضاهي الدين الشعبي في الصين أو فيتنام أو الشنتو في اليابان، مما أتاح للمسيحية فرصة للانتشار والتجذر مبكرًا.
إلى جانب ذلك، انخرط السكان في الطقوس الكونفوشيوسية واحتفظوا بممارسات عبادة الأسلاف على نطاق خاص.[5] وكانت الفلسفات والأديان المنظمة مقتصرة على النخبة الحاكمة، التي تبنت تفسيرًا صارمًا للكونفوشيوسية، عُرف بالكونفوشيوسية الكورية، تحت تأثير النفوذ الصيني طويل الأمد. أما البوذية الكورية، فرغم إرثها الغني، فقد ضعفت كمؤسسة دينية مع دخول القرن العشرين، بعد قرون من القمع في عهد مملكة جوسون.
بدأ انتشار المسيحية في كوريا منذ القرن الثامن عشر، بفضل دعم المدرسة الفلسفية سيوهاك. وفي أواخر القرن التاسع عشر، ومع سقوط مملكة جوسون، شهدت المسيحية توسعًا ملحوظًا، حيث لجأ الملك والمثقفون إلى النماذج الغربية لتحديث البلاد، مما أدى إلى دعم أنشطة المبشرين الكاثوليك والبروتستانت.
وفي ظل الاستعمار الياباني خلال النصف الأول من القرن العشرين، تعزز ارتباط المسيحية بالهوية الوطنية الكورية، خاصة مع محاولات اليابانيين دمج الشامانية الكورية ضمن الشنتو الرسمي للدولة.
مع انقسام كوريا إلى دولتين بعد 1945، دولة الشمال الشيوعية ودولة الجنوب المناهضة للشيوعية، هربت أغلبية السكان المسيحية الكورية التي كانت إلى ذلك الوقت في القسم الشمالي إلى كوريا الجنوبية. وقُدّر أن عدد المسيحيين المهاجرين إلى الجنوب كان أكثر من مليون. في خلال النصف الثاني من القرن العشرين، أصدرت حكومة كوريا الجنوبية قوانين لتهميش الدين الأهلي السندو أكثر، وفي نفس الوقت كانت تدعم المسيحية وإحياء البوذية. وفقًا للباحثين، فإن التعدادات الكورية الجنويبة لا تعد المؤمنين بالسندو الأهلي، وتقللّ تقدير عدد معتنقي الفِرَق السنديّة. ولكن الإحصائيات التي أجرتها جمعية تطوير المنتجعات الأمريكية تقدر أنه في عام 2010 كان 14.7% من الكوريين الجنوبيين يعتنقون الدين العرقي المحلي، و14.2% يعتنقون حركات جديدة، و10.9% يمارسون الكونفوشيوسية.
ووفقًا لبعض المراقبين، فإن التناقص الحاد في أعداد المنتسبين إلى بعض الأديان (الكاثوليكية والبوذية) المسجل بين إحصاءي 2005 و2015 راجع إلى اختلاف منهجية الاستبيان بين الإحصاءين. فأما إحصاء 2005، فكان تحليلًا للسكان جميعهم (استبيانًا شاملًا) يستخدم البيانات التي تعطيها كل أسرة، وأما إحصاء عام 2015، فأُجري على الإنترنت، واقتصر على عينة هي خمس التعداد السكاني الكوري الجنوبي. وقيل إن إحصاء عام 2015 لم يعتبر السكان الريفيين، هذا والبوذية والكاثوليكية فيهم أكثر، وهم أقل اختلاطًا بالإنترنت، وفضّل هذا الإحصاء البروتستانت، وهم أكثر تمدّنًا ولديهم وصول أسهل إلى الإنترنت. انتقد كل من السكان البوذيين والكاثوليكيين نتائج إحصاء 2015.

## تاريخ

### قبل 1945
قبل وصول البوذية، كان الكوريون جميعهم مؤمنين بدينهم الأهلي وكان يرشدهم المو (الشامان). أُدخلت البوذية من دولة التشن الصينية السابقة في عام 372 إلى دولة غوغوريو الكورية الشمالية، وتطورت إلى أشكال كورية خاصة مستقلة. في ذلك الوقت، كان شبه الجزيرة منقسمًا إلى ثلاثة ممالك: مملكة غوغوريو المذكورة في الشمال، ومملكة بيكجي في الجنوب الغربي، ومملكة سيلا في الجنوب الشرقي. وصلت البوذية إلى سيلا في القرن الخامس، ولكنها لم تصبح الدين الرسمي للدولة حتى عام 552. أصبحت البوذية أكثر شعبية في سيلا وحتى في بيكجي (وكلاهما جزء من كوريا الجنوبية اليوم)، أما في مملكة غوغوريو، فبقي الدين الأهلي الكوري هو الحاكم. في دولة غوريو المتحدة التي أتت بعد ذلك (918 – 1392)، ازدهرت البوذية، وأصبحت قوة سياسية أيضًا.
تبنّت مملكة جوسون (1392 – 1910) نسخة صارمة من الكونفوشيوسية المُحدَثة (الكونفوشيوسية الكورية)، وكبتت وهمشت البوذية الكورية والشامانية الكورية. دُمرت أديرة البوذيين، وتناقص عددهم من عدة مئات إلى ستة وثلاثين فقط، وقُضِي على حياة البوذية في المدن، ومُنِع الرهبان والراهبات من دخول المدن وهُمِّشوا إلى الجبال. بقيت هذه التضييقات حتى القرن التاسع عشر.
في أواخر القرن التاسع عشر، كانت دولة جوسون تنهار سياسيًا وحضاريًا. كانت النخبة المثقفة تبحث عن حلول لإنعاش الأمة وتحويلها. اتّصلت كوريا في هذه الفترة الحرجة بالبعثات التبشيرية المسيحية الغربية التي قدمت حلًا لمأزق الكوريين. كانت المجتمعات المسيحية موجودة من قبل في دولة جوسون منذ القرن السابع عشر، ولكن الحكومة لم تسمح بدخول عدد كبير من بعثات التبشير إلى البلد إلا في ثمانينيات القرن التاسع عشر. بنى المبشرون المدارس والمستشفيات ودور النشر. دعمت العائلة الملكية المسيحية.
أيام كانت الإمبراطورية اليابانية (1910–1945) تحتل كوريا، تقوّى الرابط الموجود بين المسيحية والوطنية الكورية، إذ حاول اليابانيون أن يفرضوا دين الشنتو الرسمي ويضموه في الدين المحلي الكوري وهو السندو، ولكن المسيحيين رفضوا أن يشاركوا في الشعائر الشنتية. في الوقت نفسه، ازدهرت حركات دينية عديدة كانت تحاول منذ القرن التاسع عشر أن تجدد الدين الكوري الأهلي، منها الشيوندية.

### 1945 إلى اليوم
مع انقسام كوريا إلى دولتين بعد 1945، دولة الشمال الشيوعية ودولة الجنوب المناهضة للشيوعية، هربت أغلبية السكان المسيحية الكورية التي كانت إلى ذلك الوقت في القسم الشمالي إلى كوريا الجنوبية. وكان عدد المسيحيين الذين استوطنوا الجنوب أكثر من مليون. بقي الشيونديون الذين كانوا متركزين في الشمال كالمسيحيين بعد الانقسام في الشمال، وليس في كوريا الجنوبة اليوم سوى بضعة آلاف من الشيونديين.
منعت حركة المسمّاة «حركة دحر عبادة الآلهة» الطوائف الأهلية، ومسحت تقريبًا كل المزارات التقليدية لدين القرابة الكونفوشيوسي، وكانت الحكومات في سبعينيات القرن العشرين وثمانينياته تدعم هذه الحركة. اشتد هذا تحت حكم بارك تشونغهي (وهو بوذي).
دعم هذا القانون، مشفوعًا بالتغيرات المجتمعية الكثيرة في الفترة نفسها، إحياءً سريعًا للبوذية الكورية، ونموًا للكنائس المسيحية في نزعة إلى دفع الأفراد إلى الانتماء إلى الأديان المنظمة. ارتفع عدد المعابد البوذية من 2,306 في 1962 إلى 11,561 في 1997، وارتفع عدد الكنائس البروتستانتية من 6,785 في 1962 إلى 58,046 في 1997، وكان للكاثوليك 313 كنيسة في 1965 و1,366 في 2005، وكان للبوذية الوونية 131 معبدًا في 1969 و418 في 1997. ارتفع أيضًا عدد معابد دايسنجينريهو من 700 في 1983 إلى 1,600 في 1994. تظهر الإحصائيات من التعدادت أن الكوريين الجنوبيين الذين يعدّون أنفسهم بوذيين زادت نسبتهم من 2.6% في 1962 إلى 22.8% في 2005، أما نسبة المسيحيين فزادت من 5% في 1962 إلى 29.2% في 2005. مع ذلك، أظهر الدينان تناقصًا في تعداد المنتسبين إليهما بين عامي 2005 و2015، إذ انحدرت البوذية انحدارًا حادًا إلى 15.5% من السكان، وانحدرت المسيحية انحدارًا أخف إلى 27.6%.

### هجوم البروتستانت على الأديان التقليدية
ظهرت منذ الثمانينيات والتسعينيات أفعال عداء من البروتستانت تجاه البوذيين وأتباع الأديان التقليدية في كوريا الجنوبية. من هذه الأفعال إحراق المعابد، وإسقاط تماثيل بوذا والبوذيساتفات، ورسم صلبان مسيحية حمراء على التماثيل أو الممتلكات البوذية أو غير البوذية. دعم بعض هذه الأفعال حتى قساوسة الكنائس.

## ديموغرافيا
| الدين                 | 1962  | 1985  | 1995  | 2005[وثِّق الاقتباس] |
| --------------------- | ----- | ----- | ----- | ------------------ |
| المسيحية              | 5%    | 20.6% | 26.3% | 29.2%              |
| البروتستانتية         | 2.8%  | 16%   | 19.7% | 18.3%              |
| الرومانية الكاثوليكية | 2.2%  | 4.6%  | 6.6%  | 10.9%              |
| بوذية كورية           | 2.6%  | 19.2% | 23.2% | 22.8%              |
| لا يوجد أو آخر        | 92.4% | 57.4% | 49.3% | 46.9%              |